# Убийство Стивена Ньюберри

Джеймс Харди. Терон Роланд. Рональд Клементс. Стивен Ньюберри. Carl Junction High School. 1987 год

Убийство Стивена Ньюберри произошло в городе Карл Джанкшен (штат Миссури) 6 декабря 1987 года. 19-летний Стивен был забит до смерти тремя своими друзьями и одноклассниками - 17-летними Джеймсом Харди, Тероном Роландом и Рональдом Клементсом, которые после убийства сбросили его труп на окраине города в лесистой местности. Согласно свидетельским показаниям убийство имело под собой ритуальную подоплеку. Трое подростков  убили Стивена Ньюберри в качестве жертвоприношения сатане, что вызвало общественный резонанс в США и широкую огласку в СМИ. В ходе расследования было установлено, что за несколько дней до убийства Ньюберри, как минимум 12 человек слышали о том, как убийцы планировали убийство юноши, но никто из них не обратился в полицию.  Это ритуальное убийство является одним из самых известных прецедентов во время т.н. «Сатанинской паники», социального феномена 1980-х, состоявшего в распространении в США моральной паники относительно существования масштабного сатанинского заговора с совершением ритуальных убийств людей и десятками тысяч жертв.

## Обстоятельства убийства
На момент гибели 19-летний Стивен Ньюберри  (англ. Steven Newberry; 21 марта 1968 — 6 декабря 1987) учился в 12-м классе школы «Carl Junction High School» и состоял в дружеских отношениях с Джеймсом Харди, Тероном Роландом и Рональдом Клементсом. Джеймс Харди (род. 27 февраля 1970 года) являлся лидером в их компании и занимал должность президента школьного совета в школе «Carl Junction High School». Отец Харди  перевез свою семью из города Джоплин в Карл Джанкшен в 1983 году. Джеймс был вторым ребенком в семье из пяти детей и до 1981 года хорошо учился в школе. В 1981 году его успеваемость и поведение резко ухудшились, вследствие чего он некоторое время провел в психиатрической клинике «Ozark Mental Health Center», где прошел курс лечения. Начиная с 13 лет он вынужден был принимать седативные лекарства с целью снятия психоэмоционального напряжения, снятия тревожности и понижения агрессии, которую он проявлял по отношению к окружающим его сверстникам и животным. В середине 1980-х между его родителями произошел конфликт и его отец в конечном итоге ушел из семьи на некоторое время, вследствие чего психическое состояние Джеймса резко ухудшилось. Он начал увлекаться наркотическими средствами и убивать животных в округе, демонстрируя при этом крайне садистские наклонности. В этот период он демонстрировал ненависть по отношению к отцу и неоднократно провоцировал его на возникновение драк. Стивен Ньюберри был одним из первых, кто подружился с Джеймсом Харди, когда он появился в их классе в 1983 году, однако настоящие дружеские отношения у Харди сложились с Рональдом Клементсом. Клементс ( род. 31 июля 1970 года) детство и юность провел в социально-неблагополучной семье. Имел младшего брата. Родители Рональда познакомились в конце 1960-х, когда бросили школу и оба страдали наркотической зависимостью. В дальнейшие годы они вели маргинальный образ жизни. Отец Рональда - Чарльз Клементс страдал алкогольной и наркотической зависимостью. После ряда скандалов и ссор с матерью Рональда, Чарльз Клементс ушел из семьи в августе 1986 года и начал вести бродяжнический образ жизни. В период с 1984 по 1988 год он сменил около 30 мест работ. После знакомства Рон Клементс и Джим Харди начали проводить вместе большую часть свободного времени. В ходе общения, подростки выяснили, что у них много общего. Оба они имели влечение к употреблению наркотиков и являлись фанатами музыкальных групп, играющих музыку в жанре хеви-метал, таких как как «Megadeth» и «Slayer».  Лирика песен этих групп была посвящена сатанинским обрядам, пыткам и разрушениям, сатане и жертвоприношениях. В старших классах они увлеклись оккультными науками и стал приверженцами сатанизма. Харди увлекался чтением оккультных произведений и совершал попытки вызвать злых духов. В 1985 году Харди был замечен на территории школы во время проповеди сатанизма  детям из младших классов, благодаря чему администрация школы подвергла его дисциплинарному взысканию и связалась с его матерью Нэнси, которая не предприняла никаких усилий для того чтобы повлиять на своего сына. В этот период Харди и Клементс продолжили пропагандировать сатанизм, с целью чего сделали множество граффити с пентаграммами и другими символами сатанизма на различных зданиях города.
Осенью 1985 года Клементс начал демонстрировать признаки психического расстройства. Он заявил матери о том, что одержим сатаной и получает предупреждения от потусторонних сил с помощью голосов неустановленного происхождения. В этот период он посмотрел фильм «Заводной апельсин», после чего приобрел себе книгу с одноименным романом Энтони Берджесса. Книга и фильм сильно повлияли на психоэмоциональное состояние Рональда, после чего он стал ассоциировать себя с Алексом ДеЛарджем- героем романа. Страдая от ипохондрии и клинического бреда, Клементс в дальнейшем имитировал в своей разговорной речи  акцент «Кокни» и стал использовать в своем письме сленг - «надсат», также позаимствованный у Энтони Берджесса.
В 1986 году, будучи учениками 10-го класса, Харди и Клементс начали проявлять девиантное поведение. Будучи фанатами рок-музыки и сатанинской атрибутики, они отрастили длинные волосы и стали носить в ушах серьги в виде перевернутого креста, вследствие чего пользовались относительной популярностью в школе. В этот период они продолжали подвергаться дисциплинарным взысканиям после того как администрация школы установила, что Харди и Клементс распространяли наркотики на территории школьного кампуса и являлись лидерами в небольшой группе учеников, которые покидали занятия в школе и отправлялись в лес за железнодорожными путями позади школы «Carl Junction High School», где распивали спиртные напитки и совместно употребляли наркотики. Джеймс Харди был отстранен от занятий в школе на некоторое время, но вскоре вернулся в школу после того как его мать стала грозить администрации школы судебным преследованием. В конце 1986 года психическое состояние Клементса резко ухудшилось. Из-за хронической неуспеваемости он отрицательно характеризовался педагогическим составом школы, которые обвиняли его в умственной отсталости, вследствие чего он едва не остался на повторный год обучения после окончания 10-го класса..
В апреле 1987 года его мать отвезла его в психиатрическую клинику  «Ozark Mental Health Center», где он прошел психиатрическое освидетельствование, по результатам которого он был признан вменяемым. Клементс настаивал на том, что у него появляются симптомы гомицидомании и склонность к насилию на фоне наркотической зависимости, однако несмотря на его собственный протест ему было отказано в госпитализации. Летом 1987 года во время летних каникул Рональд Клементс уехал на территорию штата Аризона, где на тот момент обосновался его отец. Во время отсутствия Рональда, его мать Дайана Клементс нашла в его комнате дневники с описанием его фантазий на тему физического и сексуального насилия, связанных с людьми и животными, после чего обратилась в полицию, где работал один из ее друзей, который посоветовал ей поместить Рональда в психиатрическую клинику. Мать Рональда снова обратилась в клинику «Ozark Mental Health Center», настаивая на госпитализации сына, однако психиатры изучив содержимое его дневников, снова отказали ей, заявив что поведение Клементса типично для подростков его возраста, переживающих переходный возраст, а дневники - всего лишь форма выражения агрессии, но в то же время отметили, что подобные записи не характерны для фанатов музыки жанра хеви-метал..
В отсутствие Клементса, Харди сблизился с другим одноклассником - Тероном Роландом, более известным под прозвищем «Пит». Терон Роланд (род. 8 марта 1970) года также как и Клементс детство провел в социально-неблагополучной обстановке, так как его отец - Терон Роланд - старший страдал алкогольной зависимостью и подвергал физической агрессии свою жену, Терона и его сестру, которую он однажды подверг сексуальному насилию. Большую часть раннего детства Терона, его мать находилась в состоянии депрессии, злоупотребляла алкогольными напитками и не занималась воспитанием детьми. После развода родителей отец Роланда попал в психиатрическую клинику, а Терон испытывал стресс, после чего стал испытывать приступы недержания мочи. После того, как сообщения о насилии в семье поступили в полицию, мать Терона была лишена опеки над детьми во время расследования инцидента, вследствие чего Терон и его сестра несколько месяцев прожили в приемных семьях, в которых Терон подвергался физическому насилию и различным издевательствам. После окончания расследования Терон и его сестра вернулись к матери, однако она продолжала мало уделять времени воспитанию детей, предпочитая большую часть времени проводить в местных барах, встречаясь с разными мужчинами, пытаясь таким образом наладить свою личную жизнь. В 1982 году она вышла замуж во второй раз за человека, который имел трех сыновей, которые были старше Терона и хорошо учились в школе. В этот период Роланд начал испытывать приступы неконтролируемой агрессии..
Чтобы справиться с приступами, он увлекся спортом. Имея атлетическое телосложение, он в школьные годы он увлекался  несколькими видами спорта в которых добился определенных успехов, однако при этом увлекался алкогольными напитками и был замечен в употреблении таких наркотиков, как марихуана, кокаин и метамфетамин, благодаря чему находился в конфликте со своим отчимом. Осенью 1986 года он переехал жить в дом своего дяди по отцовской линии, который проявлял о нем заботу. Под влиянием дяди, школьная успеваемость Терона на некоторое время резко возросла, он добился успехов в школьной команде по борьбе и перестал употреблять наркотики. Однако болезнь сердца его дяди привела к тому, что в начале 1987 года Роланд вернулся в дом своей матери, где быстро вернулся к своим прежним привычкам, забросил учебу и стал снова употреблять наркотики. Летом 1987 года, из-за отсутствия Клементса, он вошел в число близких друзей Харди, после чего попал под его влияние. Также как и Харди, он стал увлекаться прослушиванием музыки жанра хеви-метал, стал фанатом сатанинской атрибутики и начал участвовать вместе с Джеймсом в совершении убийств местных кошек и собак..
В конце лета того же года Харди и Роланд сблизились со Стивеном Ньюберри, с которым начали проводить много свободного времени, убивая по 3-4 животных в день. Не соблюдая политику конфиденциальности, Харди и Терон Роланд осенью 1987 года рассказали многим своим одноклассникам и другим учащимся в школе о совершении убийств домашних животных и о позывах совершить убийство человека, благодаря чему они приобрели репутацию садистов, а их вменяемость стала подвергаться сомнению. Тогда же по свидетельствам нескольких одноклассников, одна из знакомых девушек Джеймса Харди предложила ему совершить убийство Стивена Ньюберри в качестве жертвоприношения, так как Харди и его ближайшие друзья неоднократо говорили о том, что чувствуют антипатию к Стивену из-за его  небрежности и нечистоплотности. В конце осени того же года психическое состояние Харди стало ухудшаться. Его извращенное воображение позволяло ему бесхитростно продолжать извергать идеи, которые становились все более и более болезненными. Пользуясь огромной популярностью и обладая выраженной харизмой, Харди удалось выиграть выборы и стать президентом школьного совета, став самым влиятельным и популярным учеником в школе, несмотря на сомнительную репутацию. После этого он улучшил свою успеваемость с целью поступить в колледж после окончания школы, наладил отношения с отцом и попытался избавиться от наркотической зависимости. Однако директор школы Рэй Дайкенс вступил с ним в конфликт, назвав его патологическим лжецом и манипулятором, после того как выяснилось, что Джеймс в выпусных альбомах своих друзей, окончивших школу в 1987 году сделал запись:
Во имя Сатаны мы молимся (англ. “In Satan’s name we pray.”)
..
В один из осенних дней того же года, он заявил в школе при множестве свидетелей, что его психическое здоровье поправится только тогда, пока он не совершит убийство человека в качестве жертвоприношения. Впоследствии он это заявил в доме Терона Роланда в присутствии его матери. В ноябре 1987 года Харди начал жаловаться родителям, друзьям и знакомым на потусторонних сил с помощью голосов неустановленного происхождения в его голове и одержимость сатаной, который по его собственным словам давал ему жизненные силы..

## Убийство
Стивен Ньюберри был убит вечером 6 декабря 1987 года в лесистой местности на территории Карл Джанкшен. Джеймс Харди, Терон Роланд и Рональд Клементс нанесли ему в общей сложности около 70 ударов бейсбольными битами по голове и в область грудной клетки. После совершения убийства они сбросили его труп в закопанную цистерну, которую обнаружил Харди за несколько лет до этого во время прогулки по лесу. В день совершения убийства они подъехали к дому Ньюберри на автомобиле Роланда с целью вынудить Стива покинуть дом и отправиться с ними на прогулку, во время которой Харди предложил Стивену убить котенка. Во время разговора со Стивеном, Харди был замечен Марлис Ньюберри, матерью Стивена, которая в ходе долгих уговоров пыталась убедить сына остаться дома, т.к. негативно относилась к Джеймсу и его друзьям из-за его влечения к совершению насилия, однако Стивен выразил желание отправиться с Харди и покинул дом. На следующий день после убийства мать Ньюберри после того, как Стивен не вернулся домой, позвонила в школу и в полицию, рассказав о своих подозрениях в адрес Харди, Клементса и Роланда, благодаря чему они сразу же попали в число подозреваемых в причастности к исчезновению Стива. После появления полиции в школе Терон Роланд, Клементс и Джеймс Харди были допрошены. В ходе допроса они вынужденно сознались в том, что действительно забрали Стива из его дома во второй половине дня 6 декабря, но убеждали представителей правоохранительных органов в том, что высадили его возле круглосуточного магазина в центре города вечером того же дня и более его не видели. Во время опроса других учеников и педагогического состава школы полиция обнаружила ряд свидетелей, которые утверждали, что Харди, Роланд и Рональд Клементс признавались ряду друзей и знакомых в том, что совершили убийство Ньюберри. Так один из одноклассников парней утверждал на допросе, что слышал, как Харди на одном из уроков признался своему другу и однокласснику Лэнсу Оуэнсу в совершении убийства Стива, заявив, ликуя, следующее: 
Мы сделали это! Мы сделали это!
Другой ученик рассказал полиции о том, что Терон Роланд, которого Оуэнс подвозил рано утром того дня в школу, во время поездки также рассказал ему о деталях совершённого убийства. Другой одноклассник парней заявил полиции о том, как слышал разговор между Лэнсом Оуэнсом и Рональдом Клементсом, в ходе которого Рональд предлагал Лэнсу занять локер Ньюберри и выбросить из него его вещи и учебные принадлежности, так как уверял, что Стив больше не вернётся в школу. Младшая сестра Стивена — 14-летняя Кристина Ньюберри также поведала сотрудникам правоохранительных органов о том, что ряд её друзей и знакомых слышали о том, как Харди и Роланд рассказывали в коридоре школы другим учащимся о том, как они убили вечером 6 декабря толстого парня. Во второй половине дня среди молодёжи города стали распространяться слухи о том, что Ньюберри убит, вследствие чего вечером того же дня, Джеймс Харди, Терон Роланд и Рональд Клементс на основании свидетельских показаний были вызваны в полицейский участок. Харди и Клементс снова были подвергнуты допросам, в то время как Роланд не явился. Когда детектив Майк Рэндольф попытался прочитать Харди правило Миранды, Джеймс прервал его и заявил ему о том, что один из его родственников является одним из помощников окружного прокурора округа Джоплин, а его мать Нэнси Харди — секретарём члена Сената США, представляющего штат Миссури. Он отказался признать свою причастность, после чего его были вынуждены отпустить, и он в сопровождении матери уехал домой. Рональд Клементс во время допроса находился под сильным эмоциональным напряжением, благодаря чему потерял самообладание и разрыдался. У него был выявлен синдром гипервентиляции, после чего ему была оказана помощь. После разговора со своей матерью, которая убедила его рассказать правду, Рональд Клементс признался в совершении убийства Стивена Ньюберри, поведал детали и обстоятельства его совершения и показал на карте место расположения его трупа. Поздним вечером он в сопровождения конвоя был доставлен полицией на место преступления, где было обнаружено тело Стивена Ньюберри. На следующий день, утром 8 декабря на основании признательных показаний Клементса, в здании школы «Carl Junction High School» был арестован Терон Роланд. Джеймс Харди, узнав об аресте Клементса, покинул школу после окончания первого урока и несколько часов скрывался в лесистой местности, после чего добровольно сдался полиции. Одноклассники Харди после его ареста поведали полиции о том, что Джеймс, перед тем как покинуть школу, заявил им о том, что он сделал то, за что, вероятно, будет платить до конца своей жизни.
Всем им было предъявлено обвинение в совершении убийства Стивена Ньюберри. На допросах Джеймс Харди заявил, что Стивен Ньюберри не пользовался популярностью в классе и подвергался нападкам со стороны других учеников. Ньюберри был на два года старше своих одноклассников, потому как поздно пошёл в школу и не испытывал интереса к учебному процессу, вследствие чего из-за неудовлетворительных оценок был оставлен на второй год обучения в 7-м классе. Также он имел проблемы с лишним весом и коммуникабельностью, вследствие чего не имел друзей и заработал в округе репутацию изгоя. Харди, будучи неплохим психологом, зная закономерности поведения Стивена и его психологические потребности в общении и поиску друзей начал налаживать с ним близкое общение с целью получения от него материальной и других выгод. Джеймс настаивал на том, что Ньюберри буквально боготворил его и готов был на совершение любых действий и поступков ради того, чтобы оставаться в числе близких друзей Харди и частью его компании. Так Харди вспоминал, что однажды потребовал у него дорогие запчасти для велосипеда, которые мать купила Стивену на чёрный день со скидкой. Когда Стивен получил автомобильную стереосистему стоимостью 200 долларов в качестве раннего рождественского подарка незадолго до гибели, Джеймс выманил её у него, заплатив ему всего лишь 15 долларов. Во время учёбы Ньюберри подрабатывал поваром в одном из ресторанов быстрого питания. Харди заявил, что в день получения Стивеном зарплаты он совместно с Рональдом Клементсом и Тероном Роландом являлся к нему на работу, после чего Стивен покупал им на свои деньги наркотики и еду, что было подтверждено матерью Стивеном и его 15-летней сестрой Синди. Мать Стивена — Марлис — в свою очередь заявила о том, что знала о дурном влиянии, которое Харди оказывал на её сына и пыталась ограничить его времяпровождение с Джеймсом и остальными ребятами.
На допросах Харди поведал о том, что перед совершением убийства они ранее пытались дважды убить Стивена. Джеймс настаивал на том, что идею убить Ньюберри предложил Рональд Клементс на уроке психологии в школе после того, как Джеймс заявил о своей твёрдой уверенности совершить убийство человека. Получив согласие Терона Роланда, Харди назначил дату убийства на 31 октября 1987 года, во время празднования хэллоуина. В этот период, по словам Харди, он поделился планами о совершении убийства с Лэнсом Оуэнсом, который будучи талантливым художником, часто делал рисунки жестоких или средневековых сцен насилия под влиянием музыки жанра хеви-метал. По просьбе Джеймса, Оуэнс нарисовал картину, на которой был изображён великан, держащий изуродованного мужчину, очень похожего на Стива, одетого в футболку фирмы «Nike», которую Ньюберри часто носил в школе. Ньюберри был в числе одноклассников, которые видели рисунок, после чего рассказал об этом событии дома своей матери. Марлис Ньюберри подтверждала показания Джеймса, заявив полиции о том, что Стивен рассказал ей о существовании рисунка и о желании Харди, Клементса и Роланда убить человека, после чего поняла что её сын является идеальным кандидатом для жертвоприношения, однако Стивен отказывался в это верить.
Согласно показаниям Харди, Ньюберри догадывался о том, что Джеймс выбрал его в качестве жертвы. Харди заявил, что незадолго до хэллоуина Ньюберри вызвал его на разговор за пределами школы, в ходе которого пытался получить заверения Джима в том, что не станет жертвой насилия, и рисунок Лэнса Оэунса не имел никакого отношения к нему. Получив заверения, Стивен согласился пойти с Джеймсом, Клементсом и Роландом на улицы города во время празднования хэллоуина, во время которого он должен был быть убит, однако утром 31 октября мать Стивена собрала всех своих четверых детей и увезла их к родственникам на территорию штата Арканзас.
Вторую попытку убийства Стивена, по свидетельствам Харди, они совершили 29 ноября 1987 года после празднования дня благодарения. В тот вечер Харди выманил Стивена из его дома и убедил пойти с ними в лес с целью охоты на бродячих собак и совершения их убийств, на что Ньюберри ответил согласием. Роланд забрал Стива из его дома на своём автомобиле, где, кроме него, находился Лэнс Оуэнс, после чего привёз их к дому Джима Харди, где уже находился Рональд Клементс. Согласно свидетельствам парней, в течение некоторого периода времени они слушали музыку и употребляли марихуану, после чего вооружились бейсбольными битами и отправились в лес, который был расположен за домом Джеймса Харди, где он в 1985 году  наткнулся на заброшенную и закопанную в землю цистерну, куда он планировал сбросить труп Стивена.

Согласно показаниям Роланда, он будучи самым сильным юношей в компании заранее предложил нанести первый удар в Ньюберри, так как они опасались что Стивен, который весил более 100 килограммов сумеет оказать им ожесточенное сопротивление. Однако согласно его показаниям, из-за эмоционального напряжения, он потерял самообладание, вследствие чего в течение 30 минут все они выжидающе смотрели друга на друга, но никто из них так и не решился нанести первый удар, после чего из-за отсутствия собак и наступившей темноты, парни ушли из леса и вернулись в дом Харди. После этой неудачи, Джеймс Харди перенёс дату убийства на 6 декабря 1987 года и настаивал на том, чтобы никто из них в тот день не употреблял наркотики или алкогольные напитки. На допросе Харди не смог объяснить истинную мотивацию убийства и первоначально заявил сотрудникам полиции следующее: 
Каждый раз, когда мы терпели неудачу, я не знаю, что нами двигало, но мы хотели получить этот опыт. Я и Пит, я думаю, из-за убийства животных, а Рон просто из-за разговоров об этом. Мы просто должны были получить этот опыт. Я знаю, что это должно было исходить от сатаны (англ. “Every time we failed, I don't know what drove us, but we wanted that experience,” said Jim.“Me and Pete from killing animals, I think, and Ron just from talking about it.We just had to have that experience.“I know it had to spring from Satan.”)
В день убийства, Харди по его собственному признанию, сам позвонил Стивену и снова предложил ему встретиться, после чего отправился к дому Терона Роланда, где помог ему с уборкой опавших листьев во дворе дома. Во время уборки Харди заметил маленького котёнка, которого он поймал и поместил в мешок с целью его последующего убийства вечером. Через несколько часов Джеймс снова позвонил Стивену и предложил ему совершить убийство котёнка, на что он ответил согласием. Около 17.00 часов парни подъехали к дому Ньюберри, после чего Джим  пошел в дом, а Рональд и Терон остались сидеть в автомобиле, слушая музыку. Марлис Ньюберри убеждала сотрудников правоохранительных органов в том, что в тот вечер пыталась убедить сына не ходить с Харди на прогулку, но Стив соврал ей, заявив что они отправляются в больницу с целью навестить одноклассника, который попал в дорожно-транспортное происшествие, после чего она не стала препятствовать его желанию уйти, и он покинул дом вместе с Джеймсом Харди. Роланд заявил на допросе, что Стив забрался на заднее сиденье его автомобиля, где лежали четыре бейсбольные биты, на одной из которых Рональд Клементс написал фразу «Ультранасилие» — термин, который он позаимствовал из фильма «Заводной апельсин».
По словам участников убийства, появившись возле закопанной цистерны, они с помощью бейсбольных бит совместно со Стивеном Ньюберри убили котенка, после чего Клементс спросил Харди на счет дальнейших действий этих вечером. Джеймс на допросе заявил, что в этот раз сам вызвался нанести первый удар. Он убеждал что нанес первый удар битой по лицу Стивену под воздействием внезапно появившегося у него голоса неустановленного происхождения, который сказал ему:  «Сделай это» (англ. «Do it now!»).
Роланд, Клементс и Харди заявляли, что после первого удара, Ньюберри бросился бежать от них, пытаясь под покровом темноты спрятаться от них в лесу.  По словам Харди и Роланда, Ньюберри постоянно задавал им один и тот же вопрос: «Почему я, ребята? Почему я?» (англ. «Why me, you guys? Why me?»), на что Рон Клементс смеясь ему заявил: «Потому что это весело, Стив». (англ. «Because it's fun, Steve»).
Джеймс Харди настаивал на том, что Клементс произнес эту фразу в таком  успокаивающем тоне, что это сильно подействовало на Стивена, который остановился и обернулся на них, надеясь на то, что они возможно не собираются его убить, вследствие чего они его догнали. Харди, Клементс и Роланд настаивали на допросе на том, что Ньюберри до последнего момента не верил в то, что они решатся на совершение убийства. Они заявили, что в какой-то момент Стивен прекратил попытку спастись, нарочно опрокинулся навзничь и, лёжа на земле, с нескрываемым любопытством наблюдал за их действиями, раздумывая о том, действительно ли они собираются его убить или это просто розыгрыш. По словам убийц, они обрушили на Стивена град ударов, после чего Харди заявил сообщникам о том, что Ньюберри был убит в качестве жертвоприношения сатане. После того, как они сбросили труп Ньюберри в цистерну, Клементс и Роланд и Харди вернулись в дом Харди, где Клементс смыл кровь со своего лица и рук и отправился домой вместе с Тероном Роландом.
Также во время допроса Джеймс Харди заявил, что после совершения ритуального убийства перестал страдать слуховыми галлюцинациями, восприняв это как факт того, что сатана был удовлетворен его действиями, в то время как Рональд Клементс в свою очередь заявил, что принимал участие в совершении убийства с целью получения удовольствия.

## Суд
После ареста Джеймс Харди, Терон Роланд и Рональд Клементс содержались в окружной тюрьме округа Джаспер. Прокуратура округа настаивала на том, что будет добиваться в случае осуждения парней уголовного наказания в виде смертной казни. В начале 1988 года Джеймс Харди и Терон Роланд отказались от своих показаний. Во время досудебных слушаний, Харди отказался признать себя виновным, но суд ознакомившись с материалами уголовного дела, постановил что уголовное дело изобилует уликами и доказательствами его вины, после чего назначил дату открытия судебного процесса на 21 марта 1988 года. Терон Роланд не признал свою вину по причине своей невменяемости. Его адвокаты подали ходатайство о проведении судебно-медицинской экспертизы для установления степени его вменяемости в конце декабря 1987 года, которое было удовлетворено, после чего он был этапирован в психиатрическую клинику «Nevada State Hospital». Рональд Клементс признал свою вину полностью.
В марте адвокаты Харди подали ходатайство о переносе места проведения судебных процессов из округа Джаспер на территорию округа Камден на основании массовой огласки дела об убийстве. По их мнению  эффект гласности и негативное общественное мнение способствовало тому, что их подзащитный  мог не получить справедливого судебного разбирательства. Ходатайство было удовлетворено, вследствие чего место проведения процесса было перенесено и судебный процесс открылся 21 марта 1988 года. 20 апреля того же года адвокаты Харди подали ходатайство о проведении судебно-психиатрической экспертизы для установления степени его вменяемости, которое было удовлетворено. В этот период его адвокат заявил ему, что доказательная база обвинения не оставляет ему шанса на вынесение оправдательного приговора и ему грозит смертная казнь. По совету своего адвоката и своей матери, девять дней спустя, 29 апреля Харди предложил прокуратуре округа Джаспер заключить соглашение о признании вины. В обмен на невынесение смертного приговора в отношении самого себя, он согласился признать свою вину и дать показания против Роланда и Клементса на их судебных процессах. Соглашение было достигнуто, на основании чего 25 мая 1988 года Джеймс Харди получил в качестве уголовного наказания пожизненное лишение свободы без права на условно-досрочное освобождение.
Терон Роланд с помощью своих адвокатов также добился проведения отдельного судебного процесса о переноса места судебного разбирательства на территорию округа Петтис. Судебный процесс по обвинению Терона Роланда в совершении убийства Стива Ньюберри открылся 14 июля 1988 года. Терон Роланд отказался от заключения соглашения о признании вины  несмотря на угрозу обвинительного вердикта и вынесения уголовного наказания в виде смертной казни. Он настаивал на своей невиновности по причине невменяемости. Роланд убеждал, что  во время совершения убийств животных также как и Харди слышал голоса в своей голове, которые приказывали ему творить зло. Роланд утверждал, что он совместно с Джеймсом возвращались в леса и старые шахты, где они убивали животных, чтобы поклоняться разлагающимся останкам. Терон пребывал в твердой уверенности, что в обмен на жертвоприношения, нечистая сила наградит их  сверхъестественными способностями. Доктор Уильям Логан, директор отдела права и психиатрии Фонда Меннингера, нанятый в качестве свидетеля-эксперта для его защиты, заявил жюри присяжных заседателей, что у Роланда было диагностировано психическое расстройство на фоне наркотической зависимости, влияния текстов и музыки музыки жанра хеви-метал и пропаганды насилия со стороны Джима Харди, однако его выводы игнорировались результатами судебно-медицинской экспертизы, на основании которых он был признан полностью вменяемым. Он стремился представить свидетельство Карла Рашке, доктора философии, профессора религиоведения со специализацией в оккультизме. В своем предложении доказательств адвокат защиты позволил Карле Рашке засвидетельствовать в суде, что сатанисты ненавидят все, что иудео-христианская мораль считает хорошим, и считают хорошим все, что ненавидит иудео-христианская мораль. По его версии Роланд был настолько одержим сатанизмом, что не мог различать добро и зло и, следовательно, не понимал качественного характера своих действий при убийстве жертвы. Суд разрешил свидетелю Рашке свидетельствовать об общих принципах сатанизма, но, поскольку у него не было никакой подготовки в области психиатрии или психологии, исключил его показания о влиянии сатанинских верований на людей. Джозеф Стюесси, музыковед, свидетельствовал о текстах некоторых песен в стиле хэви-метал, пропагандирующих насилие и отсылающих к аду. В конечном итоге в августе 1988 года Терон Роланд жюри присяжных заседателей был признан виновным в совершении убийства Стивена Ньюберри и также как и Джеймс Харди получил в качестве уголовного наказания пожизненное лишение свободы без права на условно-досрочное освобождение.
Судебный процесс Клементса состоялся летом 1988 года на территории округа Джаспер. Весной того же года Клементс был подвергнут судебно-психиатрической экспертизе на территории психиатрической клиники «Nevada State Hospital», по результатам которой был признан вменяемым. На судебном процессе его адвокат пытался выставить Рональда перед жюри присяжных заседателей как социального изгоя, чье детство прошло в социально-неблагополучной обстановке среди драк родителей, которые употребляли наркотики. По версии адвоката, Клементс пытался сбежать от ужасающей действительности путем погружения  в игры и жестокие фантастические романы. Страдая низкой самооценкой, Клементс попал под влияние харизматичного Джеймса Харди, вследствие чего был  вовлечен в ритуалы и жертвоприношения животных, но его увлечение насилием и желание следовать за Харди - было психологической потребностью из-за низкой самооценки и страхом потери популярности и изгнания из числа друзей Джеймса в случае неодобрения им его действий. Сам Клементс заявил на суде, что во время совершения убийства его психическое состояние было удручающим, вследствие чего он не мог отделить реальность от вымысла и был погружен в свои фантазии.
В конечном итоге в августе 1988 года Рональд Клементс также был признан виновным в совершении убийства Ньюберри. Прокуратура округа Джаспер требовала приговорить его к смертной казни, однако суд проявил к нему снисхождение. Клементсу было назначено уголовное наказание в виде пожизненного лишения свободы без права на условно-досрочное освобождение. Свое решение суд аргументировал тем фактом, что Клементс из числа преступников был единственным, у которого были выявлены отклонения в психике. Учитывая степень его высокой внушаемости и сотрудничество со следствием, в результате которого полиция обнаружила тело убитого и узнала детали совершенного преступления, суд принял решение сохранить ему жизнь и также приговорить его к пожизненному заключению.

## Общественный резонанс
Убийство Стивена Ньюберри вызвало массовую огласку в обществе и небывалый общественный резонанс. В публичной библиотеке города Карл Джанкшен были изъяты с полок книги по оккультизму и чёрной магии. В школе, где учились убийцы и их жертва  прекратили преподавание пьесы Шекспира «Макбет» из-за наличия в ней ведьм, а ученикам и педагогическому составу школы были показаны информационные документальные фильмы о сатанизме и розданы информационные брошюры с описанием символов и атрибутики сатанизма. Так как преступление было совершено в период небывалой моральной паники в стране относительно существования масштабного сатанинского заговора с совершением ритуальных убийств людей и десятками тысяч жертв, более известной как «Сатанинская паника», этот инцидент в очередной раз поднял волну споров об ужесточении контроля над оборотом наркотических средств и усилении борьбы с преступлениями, которые совершаются несовершеннолетними. Убийство также вызвало новую дискуссию о влиянии на подростков различных хэви-метал-рок-групп, чья музыка, одежда и реклама пропагандировали ряд оккультно-религиозных представлений, в которых образ Сатаны трактовался как символ могущества и свободы.
В октябре 1988 года на экраны вышел эпизод ток-шоу «Geraldo» под названием «Devil Worship: Exposing Satan’s Underground» посвящённый расследованию ритуальных убийств, которые совершаются несовершеннолетними и влиянии на восприятие подростков философии песен различных хэви-метал-рок-групп, в котором телеведущим Херальдо Ривера и гостями его телепередачи наряду с другими преступлениями в частности обсуждалось убийство, совершенное Джеймсом Харди, Тероном Роландом и Рональдом Клементсом. Во время съемок Ривера посетил тюрьму «Fulton Reception and Diagnostic Center», где отбывал уголовное наказание Терон Роланд, который дал ему интервью. Данный эпизод ток-шоу стал одним из самых известных в всю его историю и впоследствии приобрел статус культового.

В том же месяце корреспонденты газеты «Los Angeles Times» навестили в тюрьме Джеймса Харди, которое также дал им интервью. «Los Angeles Times» на основе фрагментов разговора с Харди в конце октября 1988 года опубликовала на своих страницах обширную статью, посвящённую убийству Стивена Ньюберри и обстоятельствам этого дела. Во время интервью Джеймс заявил, что так и не ощутил всплеск силы, которую, как он думал, сатана ему даст в обмен на жертвоприношение. Харди признался, что после осуждения снова стал страдать слуховыми галлюцинациями, во время которых слышит неизвестный голос, тот самый, который приказал ему убить Стива. Харди настаивал на том, что голос в его голове незадолго до совершения убийства Ньюберри прошептал ему следующее: 
Просто открой дверь один раз, и я обещаю, что никогда тебя не отпущу
.

Также Джеймс поведал корреспондентам о том, что написал письмо Терону Роланду, в котором констатировал тот факт, что сатана их обманул. Во время интервью Харди не выражал раскаяния в содеянном, но заявил о том, что после осуждения и этапирования в тюрьму у него произошла переоценка ценностей и изменилось мировоззрение. Во время разговора с корреспондентами Джеймс Харди не смог дать рационального объяснения своим действиям и действиям своих сообщников. Он заявил: 
Я даже не знаю, почему мы убили Стива. Это было похоже на убийство любого другого животного, которое мы убивали прежде
.
Помимо интервью Джеймса, корреспонденты взяли интервью у его матери. Нэнси Харди, которая присутствовала на  судебных процессах Терона Роланда и Рона Клементса, была возмущена тем, как они изображали её сына, как лидера некоего культа, подобного культу, который возглавлял Чарльз Мэнсон, который очаровал их и вынудил совершить убийство. Нэнси Харди заявила о том, что члены семьи надеются на то, что её политические связи и связи её мужа помогут когда-нибудь добиться помилования Джеймса со стороны губернатора штата Миссури.

## Последующие события
После осуждения убийцы Стивена Ньюберри были этапированы в разные пенитенциарные учреждения штата Миссури. В 1990 и 1991 годах Рональд Клементс и Терон Роланд подали апелляцию на отмену обвинительного приговора и назначение нового судебного разбирательства, но они были отклонены.
В  2012 году Верховный суд США рассмотрел уголовное дело «Миллер против Алабамы», в ходе изучения которого постановил, что назначение смертной казни или уголовного наказания в виде пожизненного лишения свободы без права досрочного освобождения для лиц моложе 18 лет на момент совершения преступления нарушает запрет 8-й поправки к Конституции США на жестокие и необычные наказания. Далее суд постановил, что начиная с 2012 года несовершеннолетним преступникам на территории США не могут назначаться уголовные наказания в виде пожизненного лишения свободы без права условно-досрочного освобождения, так как несовершеннолетние преступники обладают в связи со своим возрастом такими отличительными чертами, как незрелость, импульсивность и неспособность оценить риски и последствия. В своем решении суд сослался на исследование, по результатам которого было установлено, что мозг человека в подростковом возрасте продолжает находиться на стадии развития, что делает подростков восприимчивыми к давлению сверстников и более склонными к совершению безрассудных поступков без учёта долгосрочных последствий.
Через четыре года, в 2016 году, Верховный суд США, рассмотрев дело «Монтгомери против Луизианы» постановил, что его решение по делу «Миллер против Алабамы» с 2016 года имеет обратную силу и распространяется на всех осуждённых в США, которые были приговорены в несовершеннолетнем возрасте к пожизненному лишению свободы без права на условно-досрочного освобождение до 2012 года. Установление вины и последующий приговор, вынесенный подсудимому, оставался законным и конституционным, даже если в процессе была допущена какая-либо процессуальная ошибка. На основании решений Верховного суда США приговоры Терона Роланда и Рональда Клементса были отменены. Они автоматически получили уголовное наказание в виде пожизненного лишения свободы с правом на условно-досрочное освобождение по отбытии 25 лет тюремного заключения. Джеймс Харди не попадал под эту категорию, так как во время суда принял условия соглашения о признании вины, но он подал апелляцию об отказе от признания вины, которая была удовлетворена, и ему было назначено новое судебное разбирательство. Летом 2016 года он покинул тюрьму и почти спустя 28 лет вернулся на территорию округа Камден, где в окружном суде адвокат Харди заявил, что 18-летний Джеймс весной 1988 года  столкнулся с выбором только между двумя уголовными наказаниями, оба из которых с тех пор были признаны неконституционными в отношении несовершеннолетних преступников. Ещё одна сложность заключалась в том, что Харди не разрешили представить доказательства смягчающих обстоятельств, которые могли повлиять на решение о вынесении приговора, если бы он решил предстать перед судом в 1988 году и отказаться от сделки с правосудием. Неблагоприятная семейная жизнь и проблемы с психикой являлись двумя факторами, влияющими на сознание и действия несовершеннолетних, которые могут служить основанием для некоторой снисходительности со стороны суда при вынесении приговора даже в случае такого вопиющего преступления, как убийство. В конечном итоге приговор Джеймса Харди был отменён, и ему, как и его сообщникам, было назначено уголовное наказание в виде пожизненного лишения свободы с правом условно-досрочного освобождения по отбытии 25 лет тюремного заключения.
Рональд Клементс отбывал своё уголовное наказание в тюрьме «Jefferson City Correctional Center», где получил диплом об окончании средней школы и прошёл множество программ по реабилитации несовершеннолетних преступников. В январе 2018 года его посетили корреспонденты газеты «News Tribune», которым он дал интервью, в ходе которого поведал им информацию о том, что в течение нескольких десятилетий тюремного заключения освоил множество специальностей и в течение нескольких лет работал на радиостанции «Jefftown», которая располагалась в тюрьме. Клементс и четверо его коллег не только работали на внутреннем телеканале тюрьмы, но и занимались фотографией, графическим дизайном, производством видеороликов, записей аудио- и других материалов для общественных и образовательных целей с целью снижения уровня преступности внутри тюремного учреждения и за его пределами. Клементс заявил, что заключённые не имеют доступа в интернет, но работают с самыми современными технологиями, обучение по которым поможет многим осуждённым в случае освобождения получить работу на телевидении и реинтегрироваться в общество.
В 2020 году Харди, Клементс и Роланд, отбыв в тюремном заключении более 32 лет, подали ходатайства на условно-досрочное освобождение, которые были рассмотрены специальной комиссией по условно-досрочному освобождению, после чего удовлетворены. Во время рассмотрения ходатайств каждого из них слушания посетила мать Стивена Ньюберри, которая не выразила никаких протестов против их освобождения и наряду с членами комиссии провела с убийцами своего сына беседы, в ходе которых они попросили у неё прощения, выражали раскаяние в содеянном и предоставили ряд доказательств того, что успешно прошли исправление и готовы к тому, чтобы вернуться в общество. Мать Стивена Ньюберри согласилась дать убийцам сына шанс на возвращение в общество, но пояснила, что поддержала их ходатайство на основании решений Верховного суда о недопустимости вынесения строгих уголовных наказаний для несовершеннолетних, в противном случае, заявила мать Стивена, она выразила бы протест, желая, чтобы убийцы её сына оставались за решёткой до конца своих дней. Рональд Клементс вышел на свободу 11 февраля 2021 года, после чего вернулся в дом своей матери и младшего брата. Терон Роланд был освобождён 12 августа 2021 года. Последним из убийц Стивена Ньюберри был освобождён 52-летний Джеймс Харди, который вышел на свободу 12 августа 2022 года. После освобождения Харди отказался общаться с представителями СМИ, но его пожилой отец, который занимался бизнесом в городе Джоплин, заявил корреспондентам, что члены семьи не отказались от Джеймса после его осуждения. По словам отца Харди, в течение 35 лет тюремного заключения Джеймс ежедневно звонил домой из тюрьмы и поддерживал отношения с родственниками, которые его постоянно навещали, благодаря чему он имеет большие шансы к социальной адаптации и реинтеграции в общество. Отец Джеймса заявил, что члены семьи увидели много изменений в его отношении к жизни за эти годы. Карен Пойманн, представитель Департамента исполнения наказаний штата Миссури, в свою очередь заявила, что за 35 лет тюремного заключения Джеймс Харди в тюрьме окончил школу, получил несколько образований и прошёл множество программ по реабилитации преступников. Он был удостоен множества похвал и благодарностей от администрации тюремных учреждений. В течение многих лет Джеймс Харди работал в тюрьме репетитором, а также медбратом в тюремных больницах, помогая заключённым с инвалидностью и другими проблемами со здоровьем.
Карен Пойманн поведала корреспондентам, что Рональд Клементс после освобождения нашёл высокооплачиваемую работу и проживал вместе с матерью, которая нуждалась в уходе, в то время как местонахождение Терона Роланда было неизвестным. По словам Карен Пойманн, из всех троих убийц Стивена Ньюберри, Роланд имел наименьшие шансы к успешной интеграции, так как он отрицательно характеризовался администрацией тюремного учреждения и до 2001 года многократно подвергался дисциплинарным взысканиям за различные правонарушения. После освобождения Терон Роланд имел трудности с поиском жилья, так как, в отличие от Рональда Клементса и Джеймса Харди, он не имел близких родственников и в годы заключения поддерживал отношения только со своей матерью, которая умерла в 2011 году.